# لايف (مجلة)

شعار مجلة لايف

لايف (بالإنجليزية: Life)‏ هو اسم مجلة أمريكية، كانت واحدة من أشهر المجلات الأمريكية في الولايات المتحدة. نشرت أول طبعة للمجلة عام 1883 من طرف جون أميز ميتشل وكانت تحرر أسبوعيا من طرف شركة النشر الحياة من مانهاتن، نيويورك. في عام 1918 أصبح تشارلز دانا غيبسون رئيس المجلة.

## 1936-2000
مجلة الحياة المعروفة هي مجلة للتصوير الصحفي التي أسسها هنري لوس عام 1936 في مدينة نيويورك، وكانت أول طبعة للمجلة صدرت في 23 نوفمبر 1936 تحوي صورة لسد فورت بيك في نهر ميزوري في ولاية مونتانا الأمريكية.

## فيلم ذو علاقة
فيلم حياة والتر ميتي السرية كان له علاقة مباشرة في المجلة.

## وصلات خارجية
- الموقع الرسمي
- أعداد المجلة من عام 1936 حتى عام 1972